# 4 Heures de Buriram 2019
Navigation
Édition précédente Édition suivante
Les 4 Heures de Thaïlande 2019, disputées le 12 janvier 2019 sur le Circuit international de Buriram, sont la quatrième édition de cette course, la deuxième sur un format de quatre heures, et la troisième manche de l'Asian Le Mans Series 2018-2019.

## Engagés
La liste officielle des engagés est composée de 19 voitures, dont 6 en LMP2, 8 en LMP3 et 5 en GT. Les trois voitures Jackie Chan DC Racing, comme pour la manche de Fuji, n'ont pas participé pas à la troisième manche de l'Asian Le Mans Series 2018-2019. A cette absence, il faut rajouter la Ligier JS P2, vainqueur de la première manche à Shanghai, de l'écurie Spirit of Race. La voiture était bien présente à Buriram et l'écurie en a profité pour faire une pleine révision dans les stands mais elle n'a pas participé à la course pour cause d'engagement familial d'Alexander West. Les changements d'équipage pour cette manche ont été:
- Le retour de Jean-Baptiste Lahaye sur la Ligier JS P2 de l'écurie Panis-Barthez Compétition après son absence de Fuji pour cause d'évènement familiale,
- Le retour d'Ate De Jong sur la Ligier JS P2 de l'écurie Algarve Pro Racing après son absence des Fuji,
- Le retour de Stephane Kox[2] sur la Ligier JS P3 de l'écurie R24 où elle a épaulé Marie Iwaoka,
- Le retour de James McGuire sur la Ligier JS P2 n°3 de l'écurie United Autosports après son absence de Fuji,
- L'arrivée de Jean-Karl Vernay[3] qui remplace Dries Vanthoor et intègre le Tianshi Racing Team sur l'Audi R8 LMS n°88.

## Qualifications
| Pos. | Classe | N° | Écurie                       | Pilote                | Temps           | Tours        |
| ---- | ------ | -- | ---------------------------- | --------------------- | --------------- | ------------ |
| 1    | LMP2   | 24 | Algarve Pro Racing           | Harrison Newey        | 1 min 25 s 571  | 10           |
| 2    | LMP2   | 22 | United Autosports            | Philip Hanson         | 1 min 25 s 956  | 6            |
| 3    | LMP2   | 4  | ARC Bratislava               | Darren Burke          | 1 min 26 s 1 11 | 9            |
| 4    | LMP2   | 23 | United Autosports            | Guy Cosmo             | 1 min 26 s 796  | 8            |
| 5    | LMP2   | 25 | Algarve Pro Racing           | Anders Fjordbach      | 1 min 26 s 854  | 2            |
| 6    | LMP2   | 35 | Panis-Barthez Compétition    | Matthieu Lahaye       | 1 min 27 s 115  | 7            |
| 7    | LMP3   | 2  | United Autosports            | Wayne Boyd            | 1 min 29 s 508  | 8            |
| 8    | LMP3   | 65 | Viper Niza Racing (en)       | Nigel Moore           | 1 min 29 s 606  | 9            |
| 9    | LMP3   | 13 | Inter Europol Competition    | Jakub Śmiechowski     | 1 min 29 s 905  | 9            |
| 10   | LMP3   | 79 | Ecurie Ecosse/Nielsen Racing | Colin Noble           | 1 min 29 s 988  | 8            |
| 11   | LMP3   | 3  | United Autosports            | Matthew Bell          | 1 min 30 s 120  | 7            |
| 12   | LMP3   | 36 | Eurasia Motorsport           | Aidan Read            | 1 min 30 s 441  | 8            |
| 13   | GT     | 51 | Spirit of Race               | Alessandro Pier Guidi | 1 min 32 s 617  | 3            |
| 14   | GT     | 11 | Car Guy Racing               | James Calado          | 1 min 32 s 660  | 8            |
| 15   | LMP3   | 50 | R24                          | Stephane Kox          | 1 min 32 s 805  | 9            |
| 16   | GT     | 88 | Tianshi Racing Team          | Jean-Karl Vernay      | 1 min 33 s 178  | 8            |
| 17   | GT     | 66 | Tianshi Racing Team          | Massimiliano Wiser    | 1 min 33 s 631  | 5            |
| 18   | GT     | 5  | Red River Sport by TF Sport  | Bonamy Grimes         | 1 min 35 s 123  | 8            |
| 19   | LMP3   | 7  | Ecurie Ecosse/Nielsen Racing | Pas de temps          | Pas de temps    | Pas de temps |

## Course

### Classement de la course
Voici le classement provisoire au terme de la course.
- Les vainqueurs de chaque catégorie sont signalés par un fond jauni.
- Pour la colonne Pneus, il faut passer le curseur au-dessus du modèle pour connaître le manufacturier de pneumatiques.

| Pos  | Classe | no | Écurie                       | Pilotes                                                      | Châssis                       | Pneus | Tours | Temps               |
| Pos  | Classe | no | Écurie                       | Pilotes                                                      | Moteur                        | Pneus | Tours | Temps               |
| ---- | ------ | -- | ---------------------------- | ------------------------------------------------------------ | ----------------------------- | ----- | ----- | ------------------- |
| 1    | LMP2   | 22 | United Autosports            | Philip Hanson Paul Di Resta                                  | Ligier JS P2                  | M     | 158   | 4 h 01 min 58 s 919 |
| 1    | LMP2   | 22 | United Autosports            | Philip Hanson Paul Di Resta                                  | Nissan VK45DE 4.5 L V8 Atmo   | M     | 158   | 4 h 01 min 58 s 919 |
| 2    | LMP2   | 24 | Algarve Pro Racing           | Andrea Pizzitola Harrison Newey Ate Dirk De Jong             | Ligier JS P2                  | M     | 157   | + 1 tour            |
| 2    | LMP2   | 24 | Algarve Pro Racing           | Andrea Pizzitola Harrison Newey Ate Dirk De Jong             | Judd HK 3.6 L V8 Atmo         | M     | 157   | + 1 tour            |
| 3    | LMP2   | 35 | Panis-Barthez Compétition    | Matthieu Lahaye François Heriau Jean-Baptiste Lahaye         | Ligier JS P2                  | M     | 157   | + 1 tour            |
| 3    | LMP2   | 35 | Panis-Barthez Compétition    | Matthieu Lahaye François Heriau Jean-Baptiste Lahaye         | Judd HK 3.6 L V8 Atmo         | M     | 157   | + 1 tour            |
| 4    | LMP2   | 4  | ARC Bratislava               | Miroslav Konôpka Kang Ling Darren Burke                      | Ligier JS P2                  | M     | 155   | + 3 tours           |
| 4    | LMP2   | 4  | ARC Bratislava               | Miroslav Konôpka Kang Ling Darren Burke                      | Nissan VK45DE 4.5 L V8 Atmo   | M     | 155   | + 3 tours           |
| 5    | LMP2   | 25 | Algarve Pro Racing           | Mark Patterson Anders Fjordbach Chris McMurry                | Ligier JS P2                  | M     | 155   | + 3 tours           |
| 5    | LMP2   | 25 | Algarve Pro Racing           | Mark Patterson Anders Fjordbach Chris McMurry                | Judd HK 3.6 L V8 Atmo         | M     | 155   | + 3 tours           |
| 6    | LMP2   | 23 | United Autosports            | Guy Cosmo Patrick Byrne Salih Yoluç                          | Ligier JS P2                  | M     | 153   | + 5 tours           |
| 6    | LMP2   | 23 | United Autosports            | Guy Cosmo Patrick Byrne Salih Yoluç                          | Nissan VK45DE 4.5 L V8 Atmo   | M     | 153   | + 5 tours           |
| 7    | LMP3   | 2  | United Autosports            | Chris Buncombe Garett Grist Wayne Boyd                       | Ligier JS P3                  | M     | 151   | + 7 tours           |
| 7    | LMP3   | 2  | United Autosports            | Chris Buncombe Garett Grist Wayne Boyd                       | Nissan VK50VE 5.0 L V8 Atmo   | M     | 151   | + 7 tours           |
| 8    | LMP3   | 13 | Inter Europol Competition    | Jakub Śmiechowski Martin Hippe                               | Ligier JS P3                  | M     | 150   | + 8 tours           |
| 8    | LMP3   | 13 | Inter Europol Competition    | Jakub Śmiechowski Martin Hippe                               | Nissan VK50VE 5.0 L V8 Atmo   | M     | 150   | + 8 tours           |
| 9    | LMP3   | 79 | Ecurie Ecosse/Nielsen Racing | Tony Wells Colin Noble                                       | Ligier JS P3                  | M     | 149   | + 9 tours           |
| 9    | LMP3   | 79 | Ecurie Ecosse/Nielsen Racing | Tony Wells Colin Noble                                       | Nissan VK50VE 5.0 L V8 Atmo   | M     | 149   | + 9 tours           |
| 10   | LMP3   | 7  | Ecurie Ecosse/Nielsen Racing | Christian Stubbe Olsen Nick Adcock                           | Ligier JS P3                  | M     | 149   | + 9 tours           |
| 10   | LMP3   | 7  | Ecurie Ecosse/Nielsen Racing | Christian Stubbe Olsen Nick Adcock                           | Nissan VK50VE 5.0 L V8 Atmo   | M     | 149   | + 9 tours           |
| 11   | LMP3   | 3  | United Autosports            | James McGuire Matthew Bell Kay Van Berlo                     | Ligier JS P3                  | M     | 149   | + 9 tours           |
| 11   | LMP3   | 3  | United Autosports            | James McGuire Matthew Bell Kay Van Berlo                     | Nissan VK50VE 5.0 L V8 Atmo   | M     | 149   | + 9 tours           |
| 12   | LMP3   | 36 | Eurasia Motorsport           | Nobuya Yamanaka Aidan Read                                   | Ligier JS P3                  | M     | 148   | + 10 tours          |
| 12   | LMP3   | 36 | Eurasia Motorsport           | Nobuya Yamanaka Aidan Read                                   | Nissan VK50VE 5.0 L V8 Atmo   | M     | 148   | + 10 tours          |
| 13   | LMP3   | 50 | R24                          | Marie Iwaoka Stephane Kox                                    | Ligier JS P3                  | M     | 147   | + 11 tours          |
| 13   | LMP3   | 50 | R24                          | Marie Iwaoka Stephane Kox                                    | Nissan VK50VE 5.0 L V8 Atmo   | M     | 147   | + 11 tours          |
| 14   | LMP3   | 65 | Viper Niza Racing (en)       | Douglas Khoo (en) Nigel Moore                                | Ligier JS P3                  | M     | 146   | + 12 tours          |
| 14   | LMP3   | 65 | Viper Niza Racing (en)       | Douglas Khoo (en) Nigel Moore                                | Nissan VK50VE 5.0 L V8 Atmo   | M     | 146   | + 12 tours          |
| 15   | GT     | 11 | Car Guy Racing               | Takeshi Kimura Kei Cozzolino James Calado                    | Ferrari 488 GT3               | M     | 146   | + 12 tours          |
| 15   | GT     | 11 | Car Guy Racing               | Takeshi Kimura Kei Cozzolino James Calado                    | Ferrari F154CB 3.9 L V8 Turbo | M     | 146   | + 12 tours          |
| 16   | GT     | 88 | Tianshi Racing Team          | Alex Au Chen Weian Jean-Karl Vernay                          | Audi R8 LMS                   | M     | 146   | + 12 tours          |
| 16   | GT     | 88 | Tianshi Racing Team          | Alex Au Chen Weian Jean-Karl Vernay                          | Audi 5.2 L V10 Atmo           | M     | 146   | + 12 tours          |
| 17   | GT     | 51 | Spirit of Race               | Alessandro Pier Guidi Oswaldo Negri Jr. Francesco Piovanetti | Ferrari 488 GT3               | M     | 145   | + 13 tours          |
| 17   | GT     | 51 | Spirit of Race               | Alessandro Pier Guidi Oswaldo Negri Jr. Francesco Piovanetti | Ferrari F154CB 3.9 L V8 Turbo | M     | 145   | + 13 tours          |
| 18   | GT     | 66 | Tianshi Racing Team          | Lo Kai Fung Massimiliano Wiser Zhang Ya Qi                   | Audi R8 LMS                   | M     | 143   | + 15 tours          |
| 18   | GT     | 66 | Tianshi Racing Team          | Lo Kai Fung Massimiliano Wiser Zhang Ya Qi                   | Audi 5.2 L V10 Atmo           | M     | 143   | + 15 tours          |
| Abd. | GT     | 5  | Red River Sport by TF Sport  | Johnny Mowlem Bonamy Grimes Ivor Dunbar                      | Aston Martin V12 Vantage GT3  | M     | 53    |                     |
| Abd. | GT     | 5  | Red River Sport by TF Sport  | Johnny Mowlem Bonamy Grimes Ivor Dunbar                      | Aston Martin 6.0L V12 Atmo    | M     | 53    |                     |

## Pole position et record du tour
- Pole position' : Harrison Newey sur n°24 Algarve Pro Racing en 1 min 25 s 571
- Meilleur tour en course : Andrea Pizzitola sur n°24 Algarve Pro Racing en 1 min 26 s 564 au 92e tour.

## Tours en tête
Tours en tête 
- no 24 Ligier JS P2 - Algarve Pro Racing : 3 tours (1-3)
- no 22 Ligier JS P2 - United Autosports : 155 tours (4-158)

## À noter
- Longueur du circuit : 4,554 km
- Distance parcourue par les vainqueurs : 719,532 km